# Allī mia fora
Allī mia fora (Άλλη μια φορά in greco) è il quarto ed ultimo album in studio del gruppo musicale greco-svedese Antique, pubblicato nel novembre 2002.

## Tracce
1. Moro mou (Μωρό μου) – 3:23 (Dimtris Stamatiou)
2. Ela 'do (Come 2 Me) (Έλα 'δω) – 3:24 (Alex Papaconstantinou, Andreas Unge)
3. 'Allī mia fora ('Άλλη μια φορά) – 3:52 (Takis Damashis)
4. Tōra tōra (Τώρα τώρα) – 4:08 (Haris Halkitis, Argiris Koulouris, Vaggelis Karatzanos)
5. Gyrna ksana (Γύρνα ξανά) – 4:00 (Halkitis, Koulouris, Andreas Bonatsos)
6. Kardia mou (Καρδιά μου) – 4:26 (Toni Mavridis, Elena Paparizou)
7. Pes mou (Πες μου) – 4:12 (Panos Tsapanidis)
8. Moiazoume (Μοιάζουμε) – 3:56 (Damashis, Ilias Filippou)
9. Den m' agapas (Δεν μ' αγαπάς) – 5:13 (Chippe Carlsson, Halkitis, Natalia Germanou)
10. Ti sou 'dosa, ti mou 'doses (Τι σου 'δωσα, τι μου 'δωσες) – 3:46 (Damashis, Nikos Vaksavanelis)
11. Pou eisai matia mou (Που είσαι μάτια μου) – 4:22 (Antonis Skokos, Nikos Sarris)
12. Anoichtī plīgī (Why?) (Ανοιχτή πληγή) – 4:46 (Chippe Carlsson, Niclas Olausson, Niklas Lundqvist, Elena Paparizou, Antonis Pappas)